# ジョージ・メイソン大学
ジョージ・メイソン大学（ジョージ・メイソンだいがく、英語: George Mason University）は、米国バージニア州フェアファクス郡に本部を置くアメリカ合衆国の州立大学。1957年創立、1972年大学設置。大学の略称はGMU。
この大学はアメリカ合衆国建国の父の一人であり、バージニア権利憲章を起草したジョージ・メイソンにちなんで名付けられた。略称はGMU。メインキャンパスは、ワシントンD.C.郊外のバージニア州フェアファクス郡に所在するが、同州アーリントンなどに複数のキャンパスがあり、同州最大の州立大学である。スクールカラーは深緑および黄金。スポーツチームの愛称はパトリオッツ（Patriots）。同大学の最も著名な機関はAntonin Scalia Law School(法科大学院)であり、U.S. NEWSが発表した全米ランキングで32位、パートタイムのプログラムでは4位に選ばれた（2023-24年）。また、国土安全保障の分野では全米5位にランクしている。

## 歴史
もともと、バージニア大学の分校として1950年代に設置されたが、1972年に分離して独立した州立大学になった。
- 1957年 - バージニア大学の北部バージニアにおける分校として設置
- 1972年 - バージニア大学から分離して独立した州立大学となり、名称をジョージ・メイソン大学とする。
- 1979年 - 法科大学院(Law School)を設置。
- 1982年 - バージニア州アーリントン郡にアーリントン・キャンパスを開設。
- 1997年 - バージニア州プリンス・ウィリアム郡にプリンス・ウィリアム・キャンパスを開設。
- 2005年 - アラブ首長国連邦ラアス・アル＝ハイマにキャンパスを開設。
- 2009年 - ラアス・アル＝ハイマのキャンパスを閉鎖。

## 学部及びキャンパス

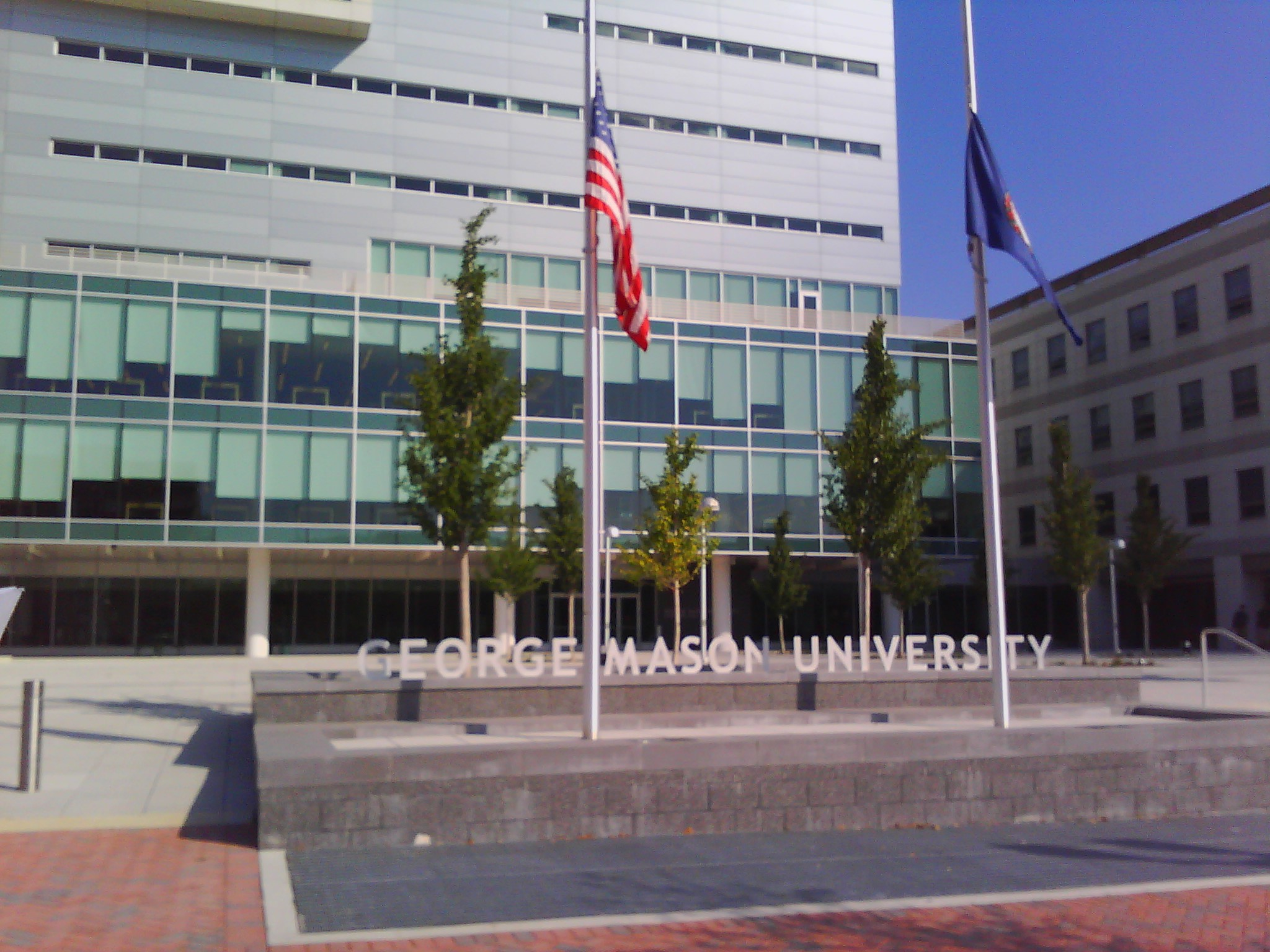
School of Public Policyなどが所属するアーリントン・キャンパスのファウンダーズ・ホール（2011年開校）

GMU は13の学部で構成されており、主に下記2つのキャンパスから成り立っている。
フェアファクス・キャンパス（地図）
メインキャンパスであり、学生の大半が集まる。統計上はキャンパス全体が「ジョージ・メイソンCDP」である。ワシントンメトロのオレンジライン終点であるVienna/Fairfax-GMU駅より、バス20分程度の郊外に位置する。学生用の無料コミュニティバスが運行されている。主に以下の学部が属する。
- College of Science
- The Volgenau School of Engineering
- New Century College-(NCC)
- Krasnow Institute for Advanced Study
- Honors College

アーリントン・キャンパス（地図）
同じくワシントンメトロのオレンジライン沿いVirginia Square-GMU駅から徒歩3分程度の、DC中心部から好アクセスのキャンパス。以下の学部が属する。
- School of Law
- School of Public Policy
- School of Management
- College of Education and Human Development
- College of Health and Human Sciences
- College of Humanities and Social Sciences
- College of Visual and Performing Arts
- The School for Conflict Analysis and Resolution

## 関係者

### 出身者
- タイラー・コーエン - ジョージ・メイソン大学経済学教授
- ジャスティン・ボーア - プロ野球選手。NPBの阪神タイガース所属。
- ネイサン・ラーソン - バージニア州の政治家。白人至上主義者
- 上杉勇司 - 早稲田大学国際学術院教授
- イリア・マリニン - Wikipedia。スケート選手。

### 教員
- ジェームズ・M・ブキャナン - 教授。ノーベル経済学賞受賞者。
- バーノン・スミス - 教授。ノーベル経済学賞受賞者。
- フランシス・フクヤマ - 教授（1996-2000年）。政治学者。